# Zweisimmen
Zweisimmen (gsw. Zwüsimme) – gmina (niem. Einwohnergemeinde) w Szwajcarii, w kantonie Berno, w regionie administracyjnym Oberland, w okręgu Obersimmental-Saanen.

## Demografia
W Zweisimmen mieszka 3 032 osób. W 2020 roku 12,5% populacji gminy stanowiły osoby urodzone poza Szwajcarią.

## Współpraca
Miejscowość partnerska:
- Oberrot, Niemcy

## Transport
Przez teren gminy przebiegają drogi główne nr 11 i nr 220.